# بیانکا باپتیست
بیانکا باپتیست (انگلیسی: Bianca Baptiste؛ زادهٔ ۱۵ ژانویهٔ ۱۹۹۲) بازیکن فوتبال اهل بریتانیا است.